# Nicolas Heyer
Pour les articles homonymes, voir Heyer.
Nicolas Heyer est un pilote professionnel de drift français.

## Biographie
Après une formation technique en mécanique et électronique automobile, il ouvre une société de préparation automobile qu'il revend après deux ans pour se consacrer au pilotage.
Le 22 décembre 2005, le team Turbotechnique, équipe de drift française, est créé. 
L'équipe Turbotechnique est le premier team de drift professionnel à avoir vu le jour en France. Son expérience en compétition a permis à Nicolas Heyer de remporter le championnat européen du King of Europe drift Series.
En 2006, Nicolas Heyer remporte le Toyo King of Europe Drift Series au volant d'une Sierra Cosworth. En janvier 2007 il participe au Dubaï Drift Challenge. 
En septembre 2007, il juge et coorganise la première Drift Cup sur le circuit de l'Anneau du Rhin, en Alsace.
En février 2008, il fait partie de l'équipe de pilotes retenue pour la démonstration de drift organisée au Paris Tuning Show
En 2009, il termine le championnat d'Europe à la 7e place et premier français.
En 2010, il termine le championnat d'Europe à la 19e place en ne participant pas aux deux dernières compétitions à la suite d'une casse[Quoi ?] mécanique
En 2014, créations des ateliers Turbotechnique 
En 2017, à la suite d'un jugement pour malfaçon, condamnation à payer un de ses clients
En 2019, à la suite de l'impossibilité de payer ses dettes, les ateliers sont placés en liquidation judiciaire.